# Carrerapyrgota
Carrerapyrgota är ett släkte av tvåvingar. Carrerapyrgota ingår i familjen Pyrgotidae.
Kladogram enligt Catalogue of Life:
| Carrerapyrgota | \| \| Carrerapyrgota millaria \| \| \| \| \| \| Carrerapyrgota personata \| \| \| \| |
|                | \| \| Carrerapyrgota millaria \| \| \| \| \| \| Carrerapyrgota personata \| \| \| \| |
|                | Carrerapyrgota millaria                                                              |
|                |                                                                                      |
|                | Carrerapyrgota personata                                                             |
|                |                                                                                      |